# ディリクレの単数定理
数学において、ディリクレの単数定理(Dirichlet's unit theorem)は、ペーター・グスタフ・ディリクレ (Dirichlet 1846) による代数的整数論の基本的な結果である。ディリクレの単数定理は、代数体 K の代数的整数がなす環 {\displaystyle {\mathcal {O}}_{K}} の単数群 {\displaystyle {\mathcal {O}}_{K}^{\times }} の階数を決定する。単数基準（あるいはレギュレータ）(regulator)とは、どれくらい単数の「密度」があるかを決める正の実数である。

## ディリクレの単数定理
ディリクレの単数定理は、単数群が有限生成であり、階数（乗法的に独立な元の最大数）が
r = r1 + r2 − 1
に等しいと主張する。ここに r1 は、代数体 K の実埋め込みの数で、r2 は虚埋め込みの共役ペアの数である。この r1 と r2 は、複素数体への K の埋め込みが次数 n = [K : Q] と同じだけあるという考えの元に特徴付けられている。これらの埋め込みは、実数への埋め込みか、または、複素共役のペアとなる埋め込みのいずれかであるので、
n = r1 + 2r2
となる。
K が Q 上のガロア拡大であれば、r1 と r2 のいずれかは 0 でないが、両方が同時に 0 にならないことに注意する。
r1 と r2 を決定する他の方法は以下のとおりである。
- 原始元の定理を使い K = Q(α) と書くと、α の実数である共役元の数は r1 個であり、虚数である共役元の数は 2r2 個である。

- 体のテンソル積 K ⊗QR を体の積として書くと、これは、r1 個の R のコピーと r2 個の C のコピーの積である。

例として K を二次体とすると、実二次体ではランクは 1 であり、虚二次体ではランクは 0 である。実二次体の理論は本質的には、ペル方程式の理論である。
ランクが 0 の Q と虚二次体を例外として除くと、全ての数体に対するランクは正になる。単数の「サイズ」は一般に単数基準と呼ばれる行列式により測られる。原理上は、単数の基底は実効的に計算することができるが、実際の計算は n が大きいときには非常に煩雑になる。
単数群の捩れは、K の 1 のすべての冪根の集合で、有限巡回群となる。少なくとも 1つの実埋め込みを持つ数体では、捩れは {1, −1} のみとなるはずである。虚二次体のように、単数群の捩れが {1, −1} であるような実埋め込みを持たない数体もある。
総実体は単数の観点からは特別に重要である。L/K を次数が 1 より大きな有限次拡大として、L と K の整数体の単数群が同じランクとすると、K は総実で、L は総虚な二次拡大となり、逆もまた正しい。（例として、K が有理数体、L が虚二次体の場合、双方ともランク 0 である。）
ヘルムート・ハッセにより（後日、クロード・シュヴァレーにより）単数定理は一般化され、整数環の局所化での単数群の階数を決定するS-単数(S-unit)の群の構造が記述された。また、ガロア加群構造 {\displaystyle \mathbf {Q} \oplus {\mathcal {O}}_{K,S}\otimes _{\mathbf {Z} }\mathbf {Q} } が決定された。

## 単数基準
u1, ..., ur を 1 のべき根を法とした単数群の生成元の集合とする。u が代数的数であれば、u1, ..., ur+1 を R や C への埋め込みとして、Nj をそれぞれ実埋め込み・虚埋め込みに対応して 1, 2 とすると、各要素が {\displaystyle N_{j}\log |u_{i}^{j}|} である r × (r + 1) 行列は、どの行の和も 0 であるという性質をもつ（何故ならば、全ての単数はノルムが 1 であり、ノルムの log は、行の要素の和とであるからである）。このことは、任意の列を除去して作られる部分行列の行列式の絶対値 R が除去した列に依存しないことを意味する。数値 R は代数体の単数基準（あるいはレギュレータ）(regulator)と呼ばれる（この値は ui の選び方には依存しない）。この値は単数の「密度」を測るものであり、単数基準が小さければは単数が「多く」存在することを意味する。
単数基準は次のように幾何学的に解釈される。単数 u を、要素 {\displaystyle N_{j}\log |u^{j}|} からなるベクトルへ写す写像は、Rr+1 の r 次元部分空間の中に像を持ち、要素の和が 0 となる全てのベクトルからなり、ディリクレの単数定理により像はこの空間の中の格子となる。この格子の基本領域の体積は、R√(r+1) である。
次数が 2 以上の代数体の単数基準の計算は、普通は非常に難しいが、現在は多くの場合に計算可能なコンピュータ用の代数パッケージが存在する。普通は類数公式を使い類数 h に単数基準をかけた積 hR の計算は容易であるので、代数体の類数の計算における困難な点は、主に単数基準を計算することにある。

### 例

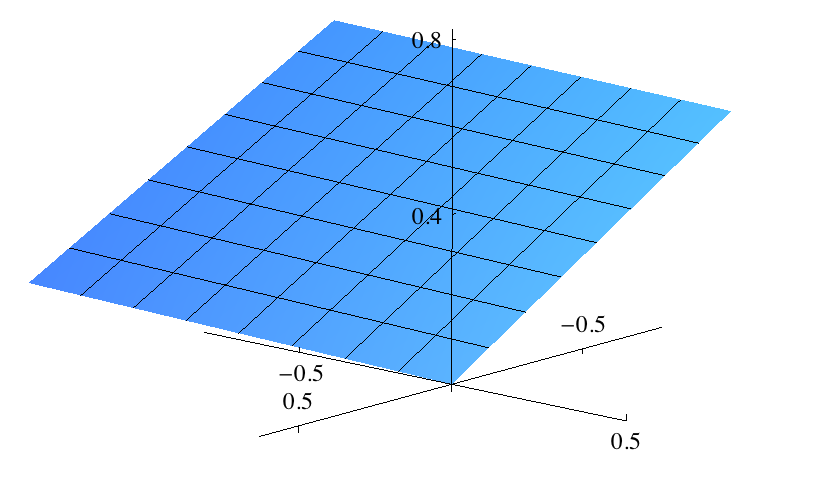
Q へ f(x) = x^{3} + x^{2} − 2x − 1 の根を添加することで得られる三次の円分体の単数群の、対数空間中の基本領域。基本単数の集合は である。ここでα で f(x) の根を表すと、 ε_{1} = α^{2} + α − 1 で ε_{2} = 2 − α^{2} である。基本領域の面積はおよそ 0.910114 であるので、K の単数基準はおよそ 0.525455 である。

- 虚二次体や有理整数体の単数基準は 1 である。（0×0 行列の行列式は 1 とする)
- 実二次体の単数基準は、基本単数の log である。例えば、Q(√5) の単数基準は log((√5 + 1)/2) である。このことは次のようにして分かる。基本単数は (√5 + 1)/2 であり、R への 2つの埋め込みの像は (√5 + 1)/2 と (−√5 + 1)/2 であるので、r × (r + 1) 行列は、

{\displaystyle \left[1\cdot \log \left|{{\sqrt {5}}+1 \over 2}\right|,\quad 1\cdot \log \left|{-{\sqrt {5}}+1 \over 2}\right|\ \right]}
である。
- α を x3 + x2 − 2x − 1 の根とすると、巡回三次体（英語版） Q(α) の単数基準は、およそ 0.5255 となる。べき根を法とした単数群の基底は、{ε1, ε2} である。ここに ε1 = α2 + α − 1 であり、ε2 = 2 − α2 である[5]。

## 高次単数基準
高次単数基準とは、単数群に対する古典的な単数基準を、n > 1 における代数的K-群 Kn 上の函数として拡張したものである（古典的な単数基準は、群 K1 の場合に相当する）。この理論は発展途上であり、アルマン・ボレルらが研究している。このような単数基準は、例えばベイリンソン予想で利用され、整数引数のL-函数の評価時に現れると期待されている。

## スターク単数基準
スターク予想の定式化により、ハロルド・スタークは、現在スターク単数基準(Stark regulator)と呼ばれているものを提唱した。これは古典的な単数基準の類似物として、任意のアルティン表現に対応する単数の log の行列式としたものである。

## p-進単数基準
K を数体とし、K の各々の固定された有理素点上の素点 P に対して、局所単数を UP で表し、U1,P で UP の中での主単数の部分群を表すとする。さらに、
{\displaystyle U_{1}=\prod _{P|p}U_{1,P}}
と置き、E1 で大域的単数 ε の集合を表すとする。ここで ε は E の大域的単数の対角埋め込みを通して U1 へ写す。
E1 は大域的単数の有限指数部分群であるので、E1 は階数 r1 + r2 − 1 のアーベル群である。p-進単数基準(p-adic regulator)とは、この群の生成元の p-進対数で作られた行列の行列式である。レオポルドの予想は、この行列式が 0 ではないと予想している。